# La Chapelle-du-Bois
 La Chapelle-du-Bois  es una población y comuna francesa, situada en la región de Países del Loira, departamento de Sarthe, en el distrito de Mamers y cantón de La Ferté-Bernard.

## Demografía
| 602 | 587 | 528 | 548 | 643 | 799 |
| Para los censos de 1962 a 1999 la población legal corresponde a la población sin duplicidades (Fuente: INSEE [Consultar]) |     |     |     |     |     |